# 変光星雲

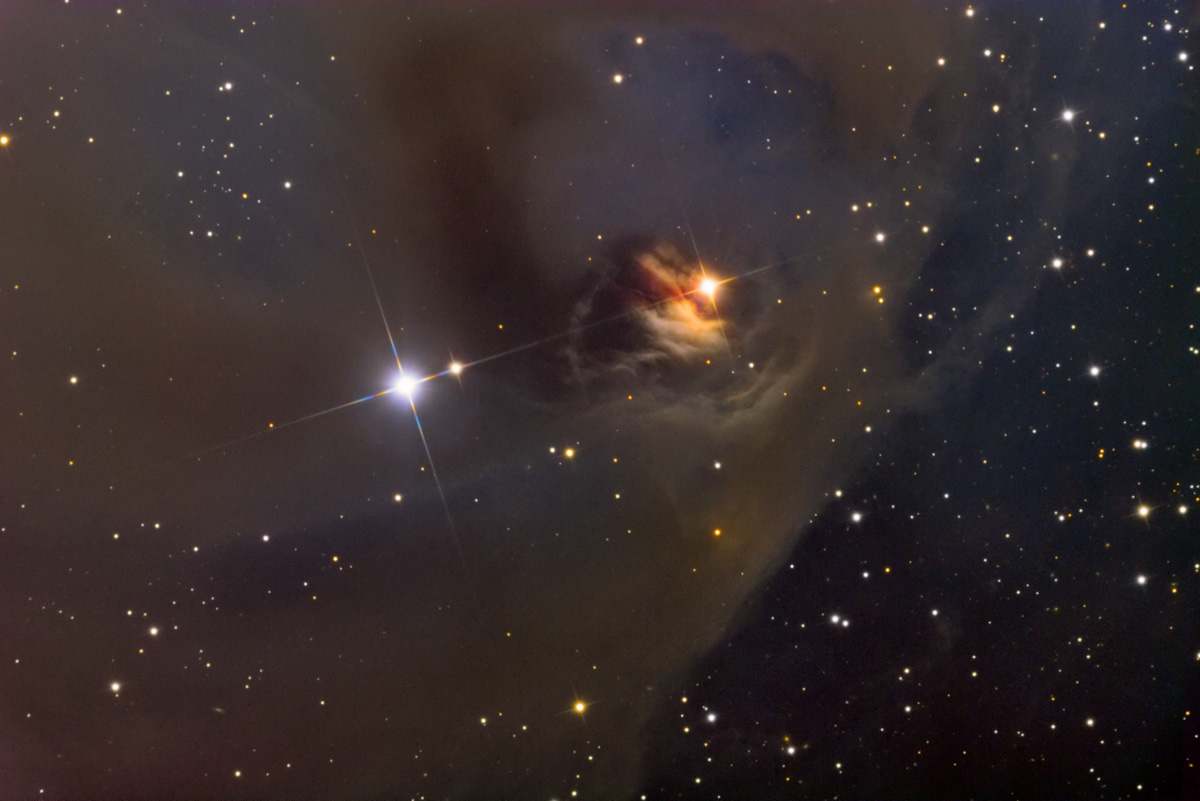
変光星雲の一つであるNGC 1555

変光星雲（へんこうせいうん、英: variable nebula）は、星雲を照らしている恒星の明るさが変化することによって、星雲自身の明るさが変化する反射星雲である。

## 概要
変光星雲を照らしている恒星の多くは、おうし座T型星である。照らしている恒星のスペクトルに、星雲のスペクトルは類似するが、それより青く見えるため、反射成分が優勢であると考えられる。